# Йоган Валентин фон Дальдорф
Йоган Валентин фон Дальдорф (швед. Johan Valentin von Daldorf; 4 листопада 1715 в битві під Стресовим) — шведський військовий діяч. Генерал-майор кавалерії (31 січня 1710); генерал-лейтенант кавалерії (11 листопада 1710); генерал кавалерії (27 березня 1713). Був смертельно поранений в битві під Стресовим.